# Franco Volpi (attore)
Franco Zorzoli Volpi (Milano, 11 luglio 1921 – Roma, 1º gennaio 1997) è stato un attore italiano.

## Biografia
Attore sia in ruoli brillanti che drammatici e protagonista di numerose commedie e sceneggiati televisivi, è ricordato anche per essere stato negli anni sessanta l'interprete di un popolare Carosello che pubblicizzava una bevanda della Martini & Rossi, in cui egli appariva accanto ad Ernesto Calindri in sketch umoristici di sapore post-risorgimentale. Nei suoi lavori teatrali si ricorda la parte del marito nel debutto di Da giovedì a giovedì di Aldo De Benedetti, portato in scena nel 1959 al Teatro Eliseo di Roma.

Franco Volpi in A come Andromeda (1972)

Per la televisione, Volpi ha preso parte a numerose commedie, miniserie e sceneggiati di produzione Rai; agli albori della stagione televisiva italiana aveva interpretato per la prosa TV Il cadetto Winslow. Come doppiatore ha dato la voce a Tom Helmore in L'uomo che visse nel futuro e a Peter Arne in La guerra segreta di suor Katryn, entrambi del 1960. La sua ultima apparizione cinematografica fu nel 1991 in Johnny Stecchino di Roberto Benigni, in cui interpretò il ruolo del ministro.
Morì il 1º gennaio 1997 alla clinica "Villa del Rosario" di Roma a 75 anni a causa di un tumore di cui soffriva da tempo. Il funerale fu celebrato il 3 gennaio nella chiesa di Santa Maria Stella Matutina alla Balduina a Roma. È sepolto nel cimitero Flaminio di Prima Porta.

## Filmografia

### Cinema
- Fuga a due voci, regia di Carlo Ludovico Bragaglia (1943)
- Canzoni per le strade, regia di Mario Landi (1950)
- Il mago per forza, regia di Vittorio Metz e Marcello Marchesi (1951)
- Vento del Sud, regia di Enzo Provenzale (1959)
- Cinque ore in contanti, regia di Mario Zampi (1960)
- Romolo e Remo, regia di Sergio Corbucci (1961)
- Pastasciutta nel deserto, regia di Carlo Ludovico Bragaglia (1961)
- Lo smemorato di Collegno, regia di Sergio Corbucci (1962)
- Rocambole, regia di Bernard Borderie (1962)
- Una regina per Cesare, regia di Piero Pierotti (1962)
- Il giorno più corto, regia di Sergio Corbucci (1963)
- Le tardone, regia di Marino Girolami (episodio L'armadio, 1964)
- I terribili 7, regia di Raffaello Matarazzo (1964)
- Beato fra le donne (L'Homme orchestre), regia di Serge Korber (1970)
- Aggrappato ad un albero, in bilico su un precipizio a strapiombo sul mare (Sur un arbre perché), regia di Serge Korber (1971)
- Quando c'era lui... caro lei!, regia di Giancarlo Santi (1978)
- Mostruosità, regia di Peter Skerl (mai terminato) (1979)
- Johnny Stecchino, regia di Roberto Benigni (1991)

### Televisione
- Il cadetto Winslow, commedia di Terence Rattigan, regia di Ernesto Calindri e Franco Enriquez, trasmessa il 4 giugno 1954.
- Enrico IV di Luigi Pirandello, regia di Claudio Fino, trasmessa il 10 agosto 1956.
- Orgoglio e pregiudizio, dal romanzo omonimo romanzo di Jane Austen, regia di Daniele D'Anza – miniserie TV (1957)
- Il romanzo di un giovane povero, regia di Silverio Blasi – miniserie TV (1957)
- Aprite: polizia!, regia di Daniele D'Anza – miniserie TV, episodio 1x05 (1958)
- Padri e figli, regia di Guglielmo Morandi – miniserie TV (1958)
- L'importanza di essere Franco (1958)
- Questa mia donna, regia di Mario Ferrero (1958)
- Scrollina, regia di Eros Macchi (1959)
- Una tragedia americana, dal romanzo omonimo di Theodore Dreiser, regia di Anton Giulio Majano – miniserie TV (1962)
- I Giacobini, dall'omonimo dramma di Federico Zardi, regia di Edmo Fenoglio – miniserie TV (1962)
- La sciarpa, dal copione originale di Francis Durbridge, regia di Guglielmo Morandi – miniserie TV (1963)
- La cittadella, dall'omonimo romanzo di A. J. Cronin, regia di Anton Giulio Majano – miniserie TV (1964)
- Lieto fine di Dino Falconi, regia di Gianfranco Bettetini, trasmessa dal Programma Nazionale il 12 settembre 1965.
- Le inchieste del commissario Maigret (episodi fra il 1964 e il 1966)
  - Un'ombra su Maigret
  - L'affare Picpus
  - Una vita in gioco
  - Non si uccidono i poveri diavoli
  - L'ombra cinese
  - L'innamorato della signora Maigret
- La nostra pelle di Sabatino Lopez, regia di Daniele D'Anza, trasmessa dal Programma Nazionale il 21 maggio 1965.
- Le avventure di Laura Storm 2 – serie TV, episodio Il tredicesimo coltello (1966)
- Melissa, dal romanzo omonimo di Francis Durbridge, regia di Daniele D'Anza – miniserie TV (1966)
- Tutto Totò – serie TV, episodio Don Giovannino (1967)
- Sherlock Holmes - L'ultimo dei Baskerville, dal romanzo Il mastino dei Baskerville di Conan Doyle), regia di Guglielmo Morandi – miniserie TV, trasmessa dal 15 novembre al 29 novembre 1968.
- Il Leone di San Marco, regia di Alda Grimaldi – miniserie TV (1969)
- Il segno del comando, regia di Daniele D'Anza – miniserie TV (1971)
- All'ultimo minuto – serie TV, episodio La scelta (1971)
- E le stelle stanno a guardare – dal romanzo omonimo di A. J. Cronin, regia di Anton Giulio Majano – miniserie TV (1971)
- Il giudice e il suo boia (dal romanzo omonimo di Friedrich Dürrenmatt, regia di Daniele D'Anza – miniserie TV (1972)
- A come Andromeda, regia di Vittorio Cottafavi – miniserie TV (1972)
- Il sospetto, dal romanzo omonimo di Friedrich Dürrenmatt, regia di Daniele D'Anza – miniserie TV (1972)
- Eleonora, regia di Silverio Blasi – miniserie TV (1973)
- Rosso veneziano, regia di Marco Leto – miniserie TV (1976)

Per l'intrattenimento leggero è apparso nel 1964 nel varietà Biblioteca di Studio Uno nell'episodio dedicato al Conte di Montecristo, in cui interpretava il ruolo del banchiere Danglars.

## Prosa radiofonica Rai
- Santa Giovanna di George Bernard Shaw, regia di Sandro Bolchi, trasmesso il 19 giugno 1956.
- La conchiglia all'orecchio, commedia di Valentino Bompiani, regia di Enzo Ferrieri, trasmessa il 26 marzo 1957.
- La famiglia Cherry di Robert Bolt, regia di Guglielmo Morandi, trasmessa il 23 febbraio 1961.

## Doppiaggio
- Tom Helmore ne L'uomo che visse nel futuro
- Peter Arne ne La guerra segreta di suor Katryn